# Come diventare tiranni
Come diventare tiranni (How to Become a Tyrant) è un programma televisivo di genere documentario del 2021, narrato da Peter Dinklage e distribuito da Netflix.

## Trama
La docu-serie spiega come diventare un vero tiranno seguendo vari passaggi spiegati attraverso la presa al potere e il regimo di alcuni dei più brutali dittatori della storia.

## Episodi
| N° | Titolo originale     | Titolo Italiano         | Dittatore        | Data di rilascio |
| -- | -------------------- | ----------------------- | ---------------- | ---------------- |
| 1  | Seize Power          | Conquista il potere     | Adolf Hitler     | 9 luglio 2021    |
| 2  | Crush your Rivals    | Annienta gli avversari  | Saddam Hussein   | 9 luglio 2021    |
| 3  | Reign Through Terror | Domina con la paura     | Idi Amin Dada    | 9 luglio 2021    |
| 4  | Control the Truth    | Manipola la verità      | Iosif Stalin     | 9 luglio 2021    |
| 5  | Create a New Society | Fonda una nuova società | Mu'ammar Gaddafi | 9 luglio 2021    |
| 6  | Rule Forever         | Governa per sempre      | Dinastia Kim     | 9 luglio 2021    |

## Voci originali
- Peter Dinklage: Narratore
- Waller Newell: Commentatore

## Doppiatori italiani
- Paolo Marchese: Narratore
- Oliviero Dinelli: Bruce Bueno De Mesquita
- Giorgio Locuratolo: Andrew Sullivan
- Stafano Oppedisano: Waller Newell
- Gianluca Machelli: Guy Walters
- Ambrogio Colombo: Fathali Moghaddum
- Patrizia Burul: Wendy Lower
- Micaela Incitti: Ruth Ben-Ghiat

## Distribuzione
La serie è stata distribuita su Netflix il 9 luglio 2021.

## Promozione
Il trailer ufficiale è stato distribuito il 14 giugno 2021.

## Accoglienza

### Critica
La serie ha raccolto critiche, soprattutto per essere incentrata solo sui governi totalitari socialisti e fascisti, e per ignorare tutti i dittatori e i tiranni sostenuti e imposti dagli Stati Uniti, che si sono orientati verso il capitalismo e il neoliberismo, come Pinochet. Inoltre, Jim Shannon ha obiettato che la serie ignorava per lo più Mao Zedong, uno dei dittatori più brutali.